# Archive queer
Une archive queer ou archive LGBT est un lieu de conservation des documents, physique ou virtuel, consacré à l'histoire LGBT. Elles peuvent être en ligne. La problématique de l'archivage des expériences queer a intéressé nombre d'artistes. Les archives communautaires queer locales sont intrinsèquement liées à l'activisme LGBT et aux rapports de force qu'il construit.

## Histoire

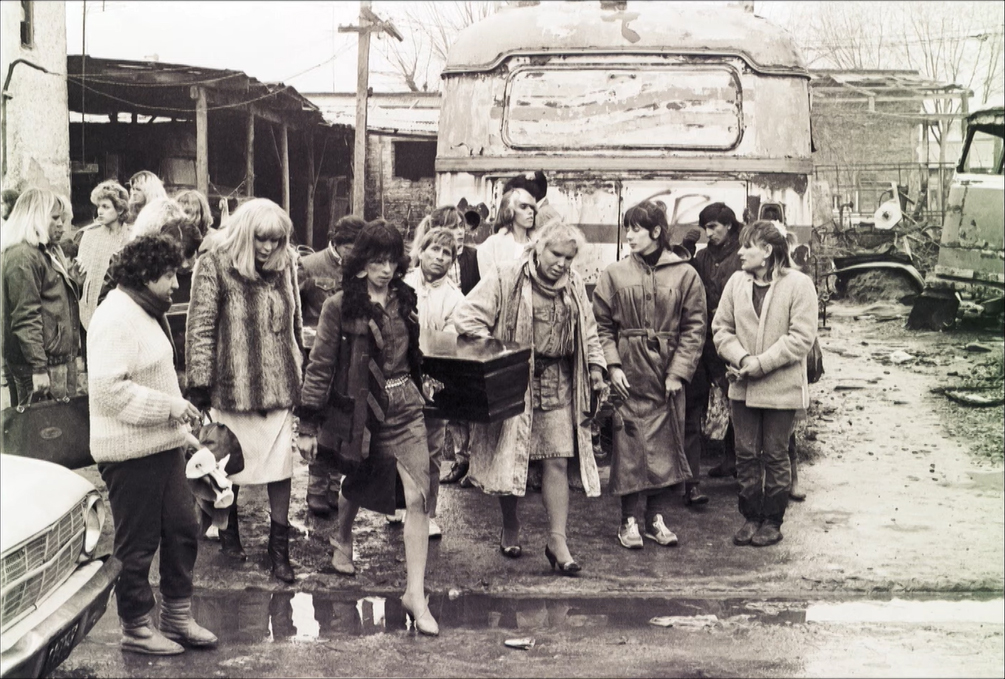
Cortège funéraire à Buenos Aires en août 1987 pour la mort de la travesti Nancy de Martelli. Collections des Archives de la mémoire trans

En 2012 sont fondées en Argentine les Archives de la mémoire trans, la première archive trans d'Amérique du Sud.

## Type d'archives

### En ligne
Les sites web peuvent constituer des supports intéressants pour les archives queer, car ils permettent un archivage participatif, discret et accessible : Queering the Map, L'Armari de la Memòria et Cüirtopia utilisent ainsi Internet comme moyen principal d'archivage.

### Collections
Les objets collectés par les archives queers sont de natures diverses : rapports de police concernant l'arrestation de minorités sexuelles et de genre, recherches universitaires, publications d'associations communautaires, flyers de bars, objets, archives orales. 

## Enjeux politiques
La constitution et l'entretien d'archives lesbiennes permet de mieux connaître le passé et donc de renforcer l'activisme LGBT selon Mathilde Petit. Pour Bénédicte Grailles, les archives ont aussi un rôle à jouer pour contribuer à conserver les traces du militantisme des minorités sexuelles et de genre. Pour ces raisons, la Bibliothèque à livres ouverts réclame des archives queer publiques. Les luttes autour des archives queer existent aussi en France. Entre 2013 et 2014, Act Up-Paris, une association de lutte contre le sida, est placée en redressement judiciaire et ses archives sont transférées aux Archives Nationales.
Selon Natasha Bissonauth, le recueil de poèmes ZOM-FAM par Kama La Mackerel montre que les enjeux des archives queer sont proches de ceux de l'histoire coloniale.

## Représentations

### Études
En 2014 a lieu, à l'université de Victoria, la première conférence internationale dédiée aux archives trans, Moving Trans History Forward. La conférence se tient par la suite tous les deux ans.

### Dans l'art
Selon Damien Delille, la question de l'archivage des expériences queer est centrale dans l'art performance, notamment des artistes Gran Fury (en), Group Material (en), John Button, Mario Dubsky (en), Guy Hocquenghem, Lionel Soukaz, Henrik Olesen (en), Fred Wilson (en), Simon Fujiwara (en), Sébastien Lifshitz, Pauline Boudry et Renate Lorenz, Zoe Leonard, Cheryl Dunye, Glenn Ligon, Reina Gossett et Sasha Wortzel (en).
Valentin Saez souligne également l'importance de l'archivage queer dans sa propre pratique artistique.